# 曽根裕
曽根 裕（そね ゆたか、1965年 - ）は、日本の彫刻家、画家。1988年東京藝術大学美術学部建築科卒業、1992年 東京藝術大学大学院建築専攻修士課程修了。現在、日本、ベルギー、中国、メキシコで作品制作を行っている。都市計画家の曽根幸一は父。

## 展覧会

### 個展
- 2017　「INBOX: Yutaka Sone – Travel 1987-1988」アントワープ現代美術館（アントワープ）
- 2017　「ミチョアカン・レポートII」トミー・シモンズ・ギャラリー（アントワープ）
- 2017　「Obsidian」四方当代美术馆（南京）
- 2016　「Day and Night」デイヴィッド・ツヴィルナー・ギャラリー（ニューヨーク）
- 2016　「ミチョアカン・レポート I」トミー・シモンズ・ギャラリー（アントワープ）
- 2013　「スカルプチャー」デイヴィッド・ツヴィルナー・ギャラリー（ロンドン）
- 2011　「パーフェクト・モメント」東京オペラシティアートギャラリー（東京）
- 2011　「アイランド」デイヴィッド・ツヴィルナー・ギャラリー（ニューヨーク）
- 2010　「雪：曽根裕展」メゾンエルメス8階フォーラム（東京）
- 2007　「曽根裕」 デイヴィッド・ツヴィルナー・ギャラリー（ニューヨーク）
- 2007　「シークレット・フォー・スノー・レオパード：曽根裕」パラソル・ユニット（ロンドン）
- 2006　「曽根裕：イット・シームズ・ライク・スノー・レオパード・アイランド」 デイヴィッド・ツヴィルナー・ギャラリー（ニューヨーク）
- 2006　「曽根裕：ライク・ルッキング・フォー・スノー・レオパード」 クンストハレ・ベルン（ベルン）
- 2006　「エックス=アート・ショー」アスペン美術館（アスペン、コロラド）
- 2006　「曽根裕　フォーキャスト：スノー」シカゴ大学ルネサンス・ソサエティ（シカゴ）
- 2004　「アミューズメント・ロマーナ」 デイヴィッド・ツヴィルナー・ギャラリー（ニューヨーク）
- 2003　「曽根裕：ジャングル・アイランド」ゲフィン・コンテンポラリー・アットMOCA（ロサンゼルス）
- 2003　「ヘテロトピアス（他なる場所）— 曽根裕　小谷元彦」 第50回ヴェネツィア・ビエンナーレ日本館（ヴェネツィア）
- 2002　「ダブルリバー島への旅：曽根裕展」豊田市美術館（愛知）
- 1999　「曽根裕」デイヴィッド・ツヴィルナー・ギャラリー（ニューヨーク）
- 1999　「アルペン・アタック」草月ギャラリー（東京）
- 1999　「Her 19th foot/TOUR DE FRANCE PROJECT 1999」ナガミネプロジェクツ（東京）
- 1998　「すべての旅の終わりから」Navin Taxi Gallery（バンコク）
- 1998　「すべての旅の終わりから」資生堂アートハウス（掛川）
- 1997　「すべての旅の終わりから」広島市現代美術館（広島）
- 1996　「Scoop」三鷹市芸術文化センター（東京）
- 1995　「DEPARTURES」レントゲン藝術研究所（東京）
- 1994　「月の裏側に人工芝を敷くパフォーマンス」細見画廊（東京）
- 1993　「片手で拍手」横浜ガレリアベリーニの丘ギャラリー（横浜）
- 1993　「19番目の彼女の足」水戸芸術館現代美術ギャラリー（水戸）

### グループ展
- 2019　「東京インデペンデント」 東京藝術大学大学美術館 陳列館
- 2018　「Grand Reverse: The Odious Smell of Truth」トミー・シモンズ・ギャラリー（アントワープ）
- 2018　「Sanguine: Luc Tuymans on Baroque」プラダ財団（ミラノ）
- 2013　「アートがあればII」東京オペラシティアートギャラリー（東京）
- 2013　「曽根裕＆ベンジャミン・ワイスマン：ワット・エヴリ・スノーレイク・ノーズ・イン・イッツ・ハート」サンタモニカ美術館（カルフォルニア）
- 2013　「ユートピア・スターズ・スモール」第12回フェルバッハ・トリエンナーレ（フェルバッハ）
- 2012　「グラストレス・ニューヨーク： ニュー・アート・フロム・ヴェネツィア・ビエンナーレズ」ミュージアム・オブ・アーツ・アンド・デザイン（ニューヨーク）
- 2011　「グラストレス2011」第54回ヴェネツィア・ビエンナーレ　パラッツォ・カヴァッリ=フランケッティ（ヴェネツィア）
- 2004　「ホイットニー・バイアニュアル2004」ホイットニー美術館（ニューヨーク）
- 2002　「第25回サンパウロ・ビエンナーレ」（サンパウロ）
- 2002　「第13回シドニー・ビエンナーレ2002：（世界は）ファンタスティック（かもしれない）」（シドニー）
- 2001　「エゴフーガル：第7回イスタンブール・ビエンナーレ」（イスタンブール）